# کفر داروم
کفر داروم (به لاتین: Kfar Darom) یک منطقهٔ مسکونی در اسرائیل است که در نوار غزه واقع شده‌است.